# Skoki do wody na Letnich Igrzyskach Olimpijskich 1928 – skoki standardowe z wieży mężczyzn
Konkurs skoków do wody z 10 m wieży mężczyzn podczas Letnich Igrzysk Olimpijskich 1928 rozegrany został pomiędzy 9 sierpnia a 11 sierpnia 1928 r.

## Wyniki
Rywalizowano w trzech grupach eliminacyjnych. Z każdej grupy trzech najlepszych skoczków awansowało do finału. Do ustalenia poszczególnych miejsc zastosowano system punkt za miejsce, tj. 1 pkt – 1. miejsce, 2 pkt – 2. miejsce itd. (każdy z pięciu sędziów podawał ostateczną pozycję dla zawodników). Zawodnicy z najmniejszą liczbą punktów awansowali do finału.
Grupa 1
| Pozycja | Zawodnik             | Kraj              | Sędzia 1 | Sędzia 1 | Sędzia 2 | Sędzia 2 | Sędzia 3 | Sędzia 3 | Sędzia 4 | Sędzia 4 | Sędzia 5 | Sędzia 5 | Punkty | Wynik (średnia wyników) |
| Pozycja | Zawodnik             | Kraj              | Pozycja  | Wynik    | Pozycja  | Wynik    | Pozycja  | Wynik    | Pozycja  | Wynik    | Pozycja  | Wynik    | Punkty | Wynik (średnia wyników) |
| ------- | -------------------- | ----------------- | -------- | -------- | -------- | -------- | -------- | -------- | -------- | -------- | -------- | -------- | ------ | ----------------------- |
| 1.      | Walter Colbath       | Stany Zjednoczone | 1        | 92,4     | 1        | 89,6     | 1        | 92,4     | 1        | 90,5     | 1        | 93,5     | 5      | 91,68                   |
| 2.      | Albert Knight        | Wielka Brytania   | 3        | 81,0     | 3        | 82,0     | 3        | 82,8     | 2        | 87,7     | 3        | 83,9     | 14     | 83,48                   |
| 3.      | Karl Schumm          | Niemcy            | 2        | 81,4     | 2        | 85,5     | 2        | 84,8     | 4        | 80,4     | 4        | 75,1     | 14     | 81,44                   |
| 4.      | Helge Öberg          | Szwecja           | 4        | 75,3     | 4        | 80,5     | 4        | 77,1     | 3        | 81,5     | 2        | 87,4     | 17     | 80,36                   |
| 5.      | Armand Billard       | Francja           | 5        | 67,2     | 5        | 72,8     | 5        | 67,8     | 5        | 68,5     | 5        | 63,5     | 25     | 67,96                   |
| 6.      | Abdel Moneim Mokhtar | Królestwo Egiptu  | 6        | 60,1     | 7        | 57,7     | 6        | 64,6     | 6        | 56,6     | 6        | 56,9     | 31     | 59,14                   |
| 7.      | Harry Morris         | Australia         | 7        | 47,5     | 6        | 58,3     | 7        | 53,8     | 7        | 53,0     | 7        | 54,5     | 34     | 53,42                   |
| 8.      | Emanuel Davidson     | Holandia          | 8        | 46,9     | 8        | 44,0     | 8        | 45,8     | 8        | 48,6     | 8        | 46,7     | 40     | 46,40                   |
| 9.      | Luigi Cangiullo      | Włochy            | DNF      | DNF      | DNF      | DNF      | DNF      | DNF      | DNF      | DNF      | DNF      | DNF      | DNF    | DNF                     |

Grupa 2
| Pozycja | Zawodnik         | Kraj              | Sędzia 1 | Sędzia 1 | Sędzia 2 | Sędzia 2 | Sędzia 3 | Sędzia 3 | Sędzia 4 | Sędzia 4 | Sędzia 5 | Sędzia 5 | Punkty | Wynik (średnia wyników) |
| Pozycja | Zawodnik         | Kraj              | Pozycja  | Wynik    | Pozycja  | Wynik    | Pozycja  | Wynik    | Pozycja  | Wynik    | Pozycja  | Wynik    | Punkty | Wynik (średnia wyników) |
| ------- | ---------------- | ----------------- | -------- | -------- | -------- | -------- | -------- | -------- | -------- | -------- | -------- | -------- | ------ | ----------------------- |
| 1.      | Farid Simajka    | Królestwo Egiptu  | 1        | 107,6    | 1        | 105,4    | 2        | 98,6     | 1        | 102,7    | 1        | 97,6     | 6      | 102,38                  |
| 2.      | Michael Galitzen | Stany Zjednoczone | 2        | 99,7     | 2        | 98,4     | 1        | 99,0     | 2        | 100,4    | 2        | 95,3     | 9      | 98,56                   |
| 3.      | Julius Rehborn   | Niemcy            | 3        | 84,7     | 3        | 87,4     | 3        | 86,2     | 3        | 81,8     | 3        | 77,2     | 15     | 83,46                   |
| 4.      | Eugène Lenormand | Francja           | 4        | 77,3     | 4        | 79,4     | 6        | 70,4     | 5        | 69,4     | 5        | 74,1     | 24     | 74,12                   |
| 5.      | Eugen Ahnström   | Szwecja           | 5        | 69,9     | 5        | 75,7     | 5        | 73,9     | 6        | 69,3     | 4        | 76,6     | 25     | 73,08                   |
| 6.      | Josef Staudinger | Austria           | 6        | 68,5     | 6        | 73,8     | 4        | 76,5     | 4        | 74,9     | 6        | 72,9     | 26     | 73,32                   |
| 7.      | Tommy Mather     | Wielka Brytania   | 7        | 55,4     | 7        | 53,2     | 7        | 50,9     | 7        | 58,0     | 7        | 58,0     | 35     | 55,10                   |

Grupa 3
| Pozycja | Zawodnik           | Kraj              | Sędzia 1 | Sędzia 1 | Sędzia 2 | Sędzia 2 | Sędzia 3 | Sędzia 3 | Sędzia 4 | Sędzia 4 | Sędzia 5 | Sędzia 5 | Punkty | Wynik (średnia wyników) |
| Pozycja | Zawodnik           | Kraj              | Pozycja  | Wynik    | Pozycja  | Wynik    | Pozycja  | Wynik    | Pozycja  | Wynik    | Pozycja  | Wynik    | Punkty | Wynik (średnia wyników) |
| ------- | ------------------ | ----------------- | -------- | -------- | -------- | -------- | -------- | -------- | -------- | -------- | -------- | -------- | ------ | ----------------------- |
| 1.      | Pete Desjardins    | Stany Zjednoczone | 1        | 101,0    | 1        | 103,7    | 1        | 102,9    | 1        | 107,2    | 1        | 107,8    | 5      | 104,52                  |
| 2.      | Ewald Riebschläger | Niemcy            | 2        | 87,2     | 2        | 81,9     | 3        | 78,6     | 2        | 82,3     | 2        | 79,9     | 11     | 81,98                   |
| 3.      | Alfred Phillips    | Kanada            | 3        | 76,5     | 3        | 80,7     | 2        | 79,7     | 3        | 75,8     | 3        | 79,4     | 14     | 78,42                   |
| 4.      | Yrjö Lampila       | Finlandia         | 4        | 74,5     | 4        | 72,1     | 4        | 69,8     | 5        | 71,1     | 4        | 74,2     | 21     | 72,34                   |
| 5.      | Wilfred Burne      | Wielka Brytania   | 5        | 73,3     | 6        | 68,0     | 5        | 68,7     | 4        | 74,2     | 5        | 71,8     | 25     | 71,20                   |
| 6.      | Henk Lotgering     | Holandia          | 6        | 66,6     | 5        | 70,8     | 6        | 65,6     | 8        | 56,1     | 8        | 56,3     | 33     | 67,76                   |
| 7.      | Gösta Horn         | Szwecja           | 7        | 61,5     | 7        | 63,7     | 8        | 64,0     | 7        | 58,6     | 6        | 71,4     | 35     | 63,84                   |
| 8.      | Ezio Selva         | Włochy            | 8        | 54,1     | 8        | 60,4     | 7        | 65,2     | 6        | 65,4     | 7        | 63,5     | 36     | 61,56                   |

### Finał
| Pozycja | Zawodnik           | Kraj              | Sędzia 1 | Sędzia 1 | Sędzia 2 | Sędzia 2 | Sędzia 3 | Sędzia 3 | Sędzia 4 | Sędzia 4 | Sędzia 5 | Sędzia 5 | Punkty | Wynik (średnia wyników) |
| Pozycja | Zawodnik           | Kraj              | Pozycja  | Wynik    | Pozycja  | Wynik    | Pozycja  | Wynik    | Pozycja  | Wynik    | Pozycja  | Wynik    | Punkty | Wynik (średnia wyników) |
| ------- | ------------------ | ----------------- | -------- | -------- | -------- | -------- | -------- | -------- | -------- | -------- | -------- | -------- | ------ | ----------------------- |
| złoto   | Pete Desjardins    | Stany Zjednoczone | 2        | 91,6     | 1        | 99,6     | 1        | 102,0    | 1        | 98,9     | 1        | 101,6    | 6      | 98,74                   |
| srebro  | Farid Simajka      | Królestwo Egiptu  | 1        | 105,3    | 2        | 98,3     | 2        | 98,2     | 2        | 97,6     | 2        | 98,5     | 9      | 99,58                   |
| brąz    | Michael Galitzen   | Stany Zjednoczone | 3        | 89,2     | 3        | 90,4     | 3        | 94,1     | 3        | 95,2     | 3        | 92,8     | 15     | 92,34                   |
| 4.      | Walter Colbath     | Stany Zjednoczone | 4        | 85,8     | 5        | 84,0     | 4        | 86,8     | 4        | 82,6     | 4        | 89,7     | 21     | 85,78                   |
| 5.      | Ewald Riebschläger | Niemcy            | 5        | 82,7     | 4        | 87,6     | 6        | 81,5     | 5        | 80,2     | 7        | 80,2     | 27     | 82,44                   |
| 6.      | Karl Schumm        | Niemcy            | 6        | 77,0     | 6        | 81,3     | 5        | 83,4     | 6        | 78,1     | 5        | 82,9     | 28     | 80,54                   |
| 7.      | Alfred Phillips    | Kanada            | 7        | 76,0     | 7        | 79,4     | 7        | 77,5     | 8        | 73,1     | 6        | 80,3     | 35     | 77,26                   |
| 8.      | Albert Knight      | Wielka Brytania   | 9        | 66,6     | 9        | 66,7     | 8        | 73,3     | 7        | 76,3     | 8        | 78,2     | 41     | 72,22                   |
| 9.      | Julius Rehborn     | Niemcy            | 8        | 68,5     | 8        | 70,5     | 9        | 65,7     | 9        | 65,5     | 9        | 68,7     | 43     | 67,78                   |